# Szalála

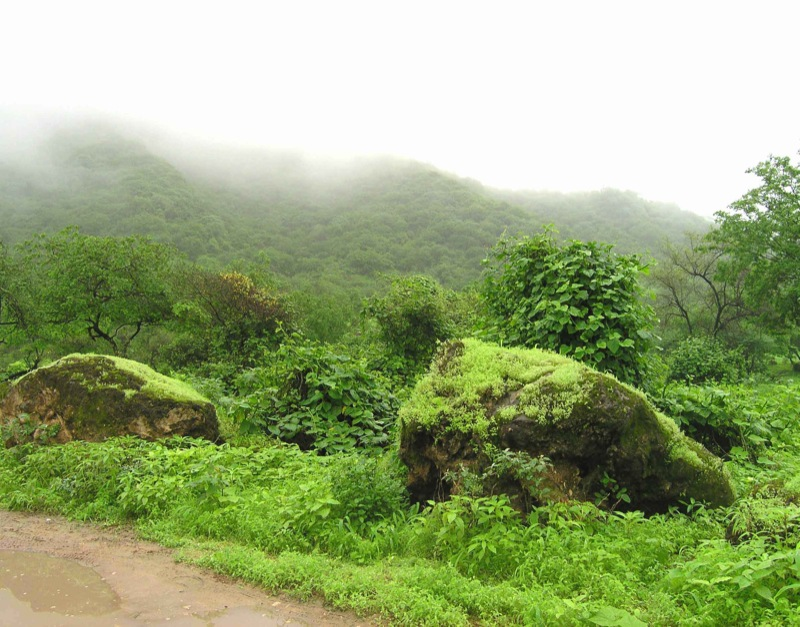
A Dhofar-hegység növényzete a monszunesők után, a zöld Omán egy szép példája

Szalála (arabul صلالة – Ṣalāla, nyugati nyelvekre áítrva: Salalah) város Omán déli részén, az Arab-tenger partvidékén, Zofár kormányzóság székhelye. A 2003-as népszámlálás szerint lakosainak száma 156 530 fő, ezzel az ország második legnépesebb települése volt esz-Szíb után. Szalála az ország déli részének gazdasági-kulturális központja, saját belföldi és nemzetközi repülőtérrel.

## Éghajlata
A város sivatagi éghajlata meleg, illetve forró (Köppen éghajlati besorolása: BWh), bár a nyarak hűvösebbek, mint Omán északi vagy szárazföldi részein. 
A régió nagyon felhős és ködös a nyári monszun hónapokban, és kevés csapadék is esik. 
A napi hőingadozás a tengerparton csekély. Júl-aug. hónapokban az átlagos max. 28 °C, az átlagos min. 23-24 °C körül alakul. A téli hónapokban az átlagos max. ugyancsak 28 °C körül, az átlagos min. 18-19 °C körül alakul.
| Hónap                                              | Jan. | Feb. | Már. | Ápr. | Máj. | Jún. | Júl. | Aug. | Szep. | Okt. | Nov. | Dec. | Év   |
| -------------------------------------------------- | ---- | ---- | ---- | ---- | ---- | ---- | ---- | ---- | ----- | ---- | ---- | ---- | ---- |
| Rekord max. hőmérséklet (°C)                       | 32,3 | 33,8 | 36,7 | 43,6 | 42,3 | 43,0 | 32,7 | 31,3 | 33,0  | 40,1 | 37,4 | 34,2 | 43,6 |
| Átlagos max. hőmérséklet (°C)                      | 27,5 | 27,9 | 29,9 | 31,7 | 32,4 | 31,8 | 28,4 | 27,3 | 29,0  | 30,5 | 30,8 | 28,7 | 29,7 |
| Átlagos min. hőmérséklet (°C)                      | 17,9 | 19,2 | 21,0 | 23,4 | 25,6 | 26,5 | 24,2 | 23,1 | 23,4  | 21,6 | 20,4 | 18,8 | 22,1 |
| Rekord min. hőmérséklet (°C)                       | 12,6 | 10,8 | 14,5 | 18,0 | 20,6 | 23,5 | 21,9 | 20,5 | 19,1  | 16,5 | 15,0 | 14,1 | 10,8 |
| Átl. csapadékmennyiség (mm)                        | 2    | 7    | 6    | 20   | 17   | 11   | 25   | 25   | 4     | 4    | 10   | 1    | 131  |
| Havi napsütéses órák száma                         | 290  | 257  | 298  | 308  | 335  | 200  | 44   | 42   | 188   | 315  | 305  | 297  | 2877 |
| Forrás: NOAA (period of record varies, see source) |      |      |      |      |      |      |      |      |       |      |      |      |      |

## Története
Szalála nagy történelmi múltú település, óvárosa és bazárja ma is középkori állapotában látható. Az ókorban a közel-keleti tömjénkereskedelem egyik központja volt a régió, és Szalála helyén állt i. e. 100 és i. sz. 400 között a tömjénút egyik jelentős városa, Szumharám. A Korán szerint a közeli Dzsebel Kara szirtjei között élt visszavonultan Jób próféta (arab nevén Ajjúb), és itt élt Szűz Mária (Mariam) apja, Joákim (Imrán) is. Az újkorig terjedő évszázadokban a Zofár vidékét ellenőrzésük alatt tartó hadurak székhelye volt. A városban született későbbi szultán, Kábúsz ibn Szaíd vezetésével 1962-ben itt alakult meg a Zofári Felszabadítási Front, amely felkelést indított az uralkodó, Szaíd ibn Tajmúr ellen.

## Városi kerületek és külvárosa
- Al-Dahariz
- Al-Haffa
- Al-Qouf
- Al-Mughsail
- Al-Mutaaza
- Al-Saada
- Al-Wadi
- Auqad
- Városközpont
- Kelet Salalah
- Ittin
- Új Salalah
- Nyugat Salalah (másnéven Al-Gharbia, és Al-Qantra)

## Kultúra és látnivalók
- Az al-Hafah kerületben, az Al-Husn szultáni palota közelében néhány hagyományos mészkőtömbből készült ház ma is áll.
- Az Al-Husn szultáni palota, ahol Kábúsz szultán rendszeresen tartózkodik a nyári hónapokban, nem látogatható.
- Érdemes megnézni a belvárosban található Kábusz szultán-mecsetet, amelyet 2009-ben avattak fel. Megtekinthető szombattól szerdáig 8:00 és 11:00 óra között.
- Az Al-Husn Souk (piac) füstölők gazdag választékát kínálja.
- A város nyugati részén a Khor Salala területét madárrezervátummá nyilvánították. A város számos lagúnája számos madárfajnak is nyújt menedéket.
- A város keleti részén található Al-Baleed ősi tömjénkikötőjét az UNESCO Világörökség részévé nyilvánították. Az ásatási helyszín megtekinthető. (ld. még A tömjén földje)
  - Az ásatási helyszín közelében található a Frankincense Land Múzeum: A jól áttekinthető múzeum rövid áttekintést nyújt Omán történetéről, a Dhofarról és a tömjénkereskedelemről. A kiállítás történelmi teremre és tengerészeti csarnokra oszlik. A túrát a History Hallban kell kezdeni, amely áttekintést nyújt Omán kulturális történetéről.
  - A Nemzeti Örökség és Kulturális Minisztérium épületében egy kis múzeum található.
- Nabi Amran próféta sírját nem muszlimok is látogathatják. A cipőket le kell venni, a nőknek pedig fejkendőt kell viselniük.

- Nyugatra, jó 20 km-re a Mughsail strandhoz ér, ahol piknikre is van lehetőség. A több kilométer hosszú strand nyugati végén található az „Al Mughsail Beach Tourist Restaurant and Park” étterem. Az ottani látogatóparkolóból lépcső vezet fel a sziklára. A csúcsra érve egy bekerített területre ér. Ott a tengeri hullámok kivájták a sziklát, lyukakat hozva létre. Az árapálytól és a hullámoktól függően a tengervíz szinte szökőkutakként rendszeres időközönként tör elő a földből. A legjobb látogatási időpont az ún. Charif alatt van .
- Razat forrása csaknem 15 km-re keletre található Salalahtól. Az úszás tilos a schistosomiasis veszélye miatt.
- Keletre található a Wadi Darbat, amely a nyári esős évszakban (Charif) bőséges vízzel van tele, és egy oázishoz hasonlít. Ott túrázni lehet. Sok arab is látható piknikezőn. A tenger felé a folyó egy körülbelül 20 m magas szikláról zuhan le. 
  - A Wadi Darbat vízesések szenzációt jelentenek a sivatagos környezetben.
- Szalalahtól csaknem 20 km-re északra található Nabi Ayup mauzóleuma, akit Jóbnak is neveznek. Ezt a személyt a Biblia és a Korán is említi. Nem muszlimok is beléphetnek a szentélybe. A cipőket le kell venni, a nőknek pedig fejkendőt kell viselniük.
- A várostól 40 kilométerre keletre található ősi Khor Rori tömjénkikötő ( Khor Rori régészeti lelőhely vagy ősi Sumhuram ) az UNESCO Világörökség részévé nyilvánították. Itt meglátogathatja magát az ásatási helyet (Sumhuram Archaeological Park) és a hozzá tartozó kis múzeumot (Sumhuram - The Archaeological Gallery).
- Szintén Salalahtól keletre látogatható Taqa (kb. 30 km-re; látnivalók: védelmi rendszer és erőd) és Mirbat (kb. 75 km-re; látnivalók: Muhammad bin Ali al-Alawi sejk mauzóleuma, erőd, történelmi vályogtégla házak).

## Galéria

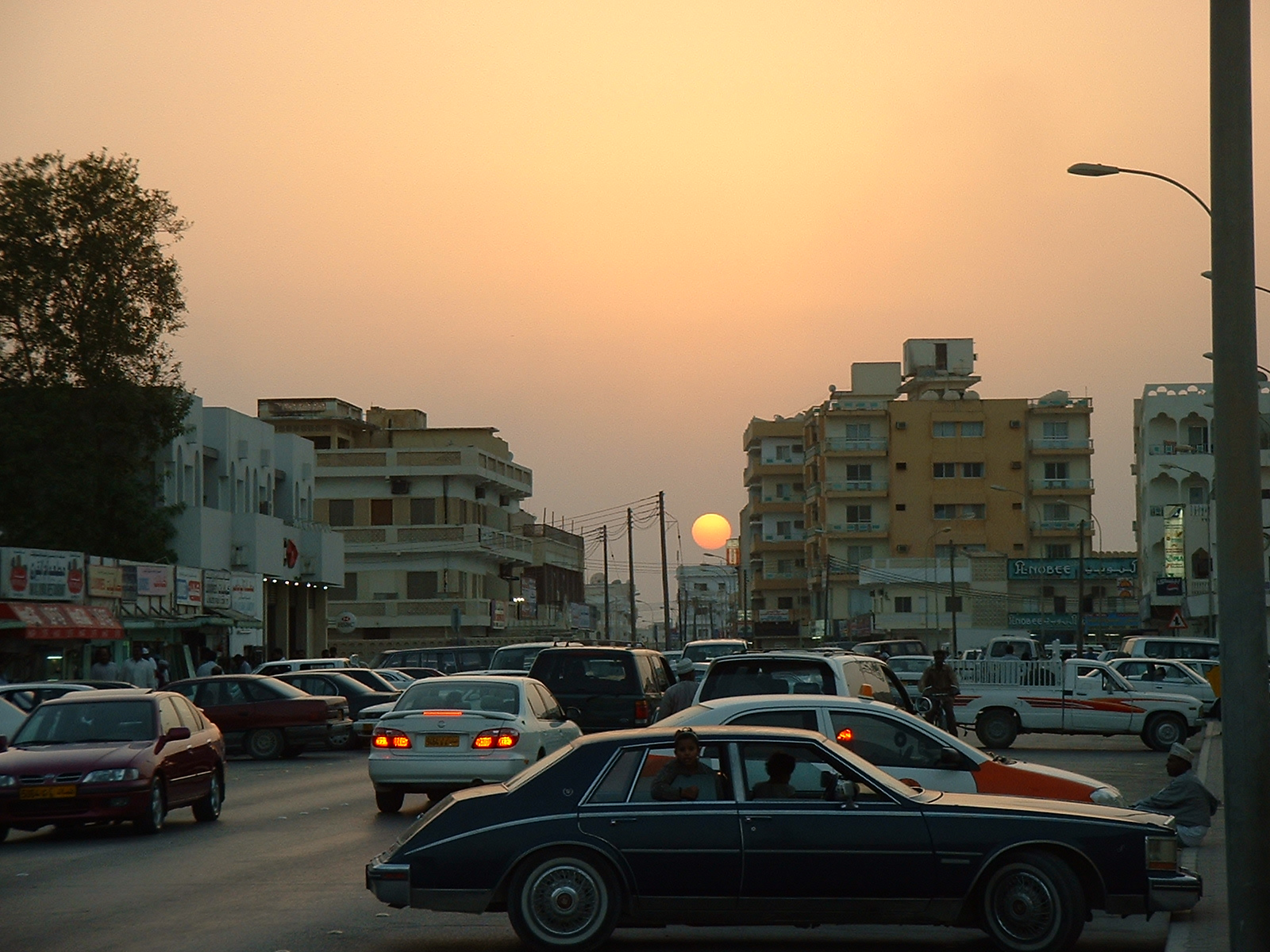
Városkép
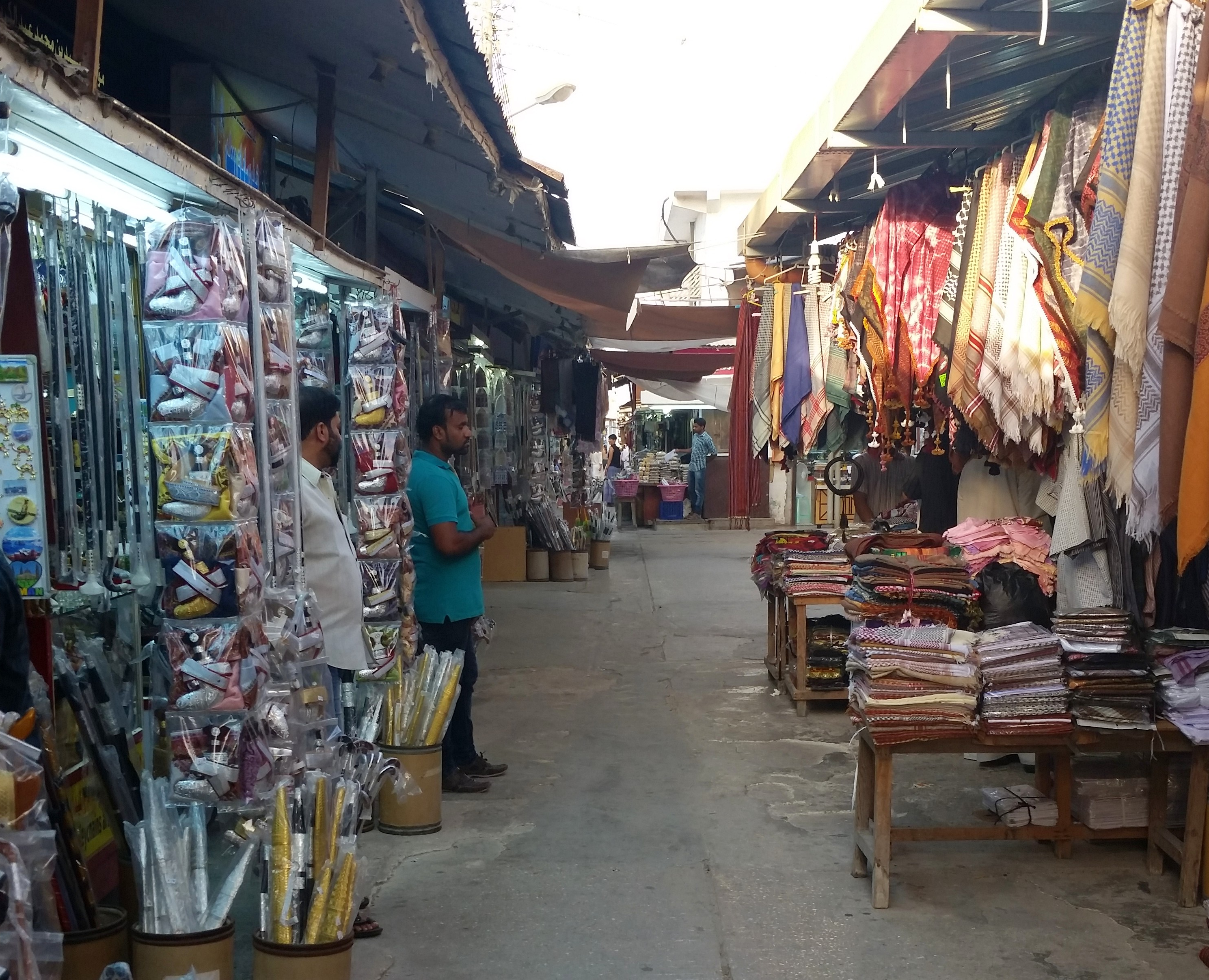
Egy Souk (szúk / piac)
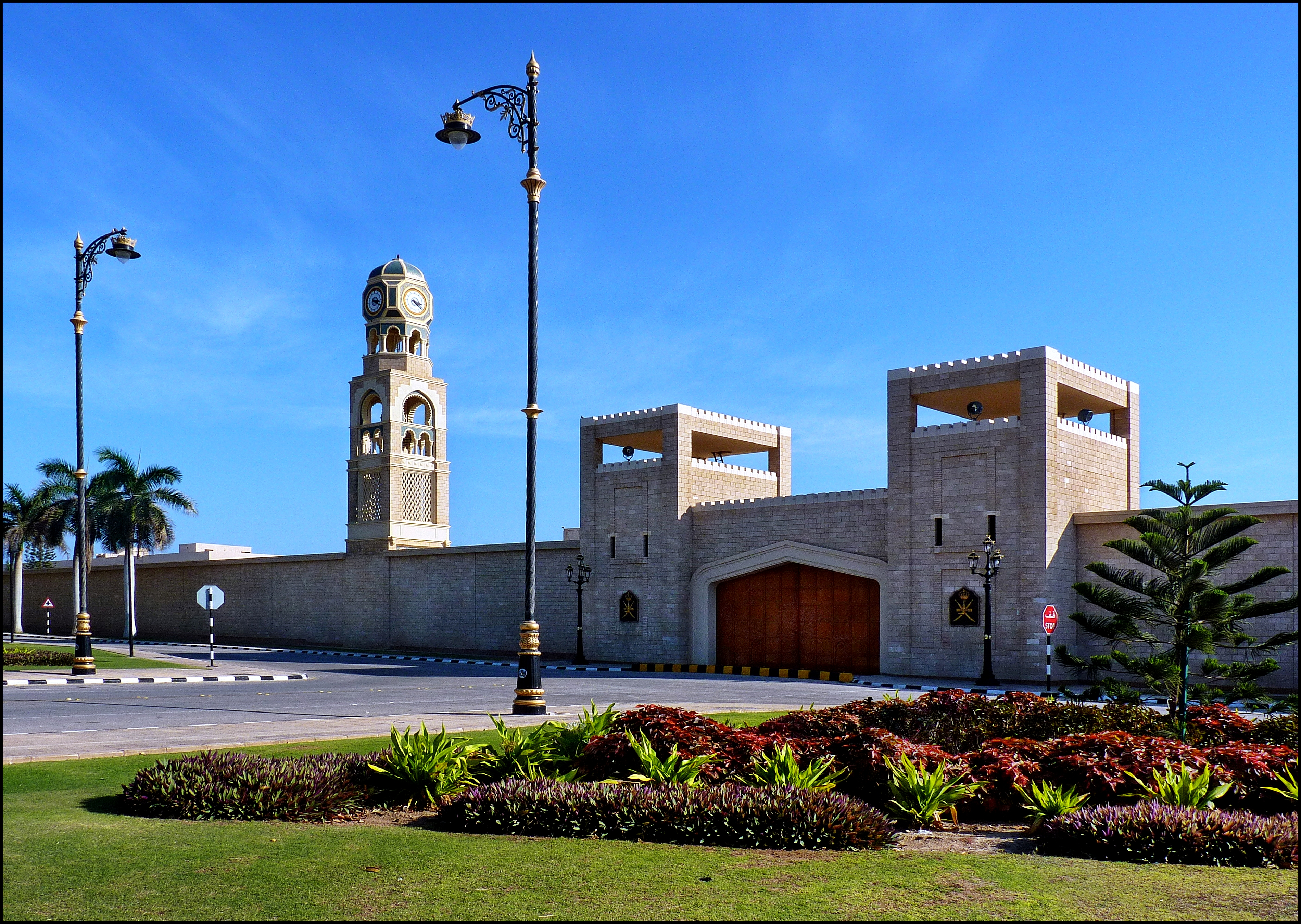
al Husszn-palota bejárata
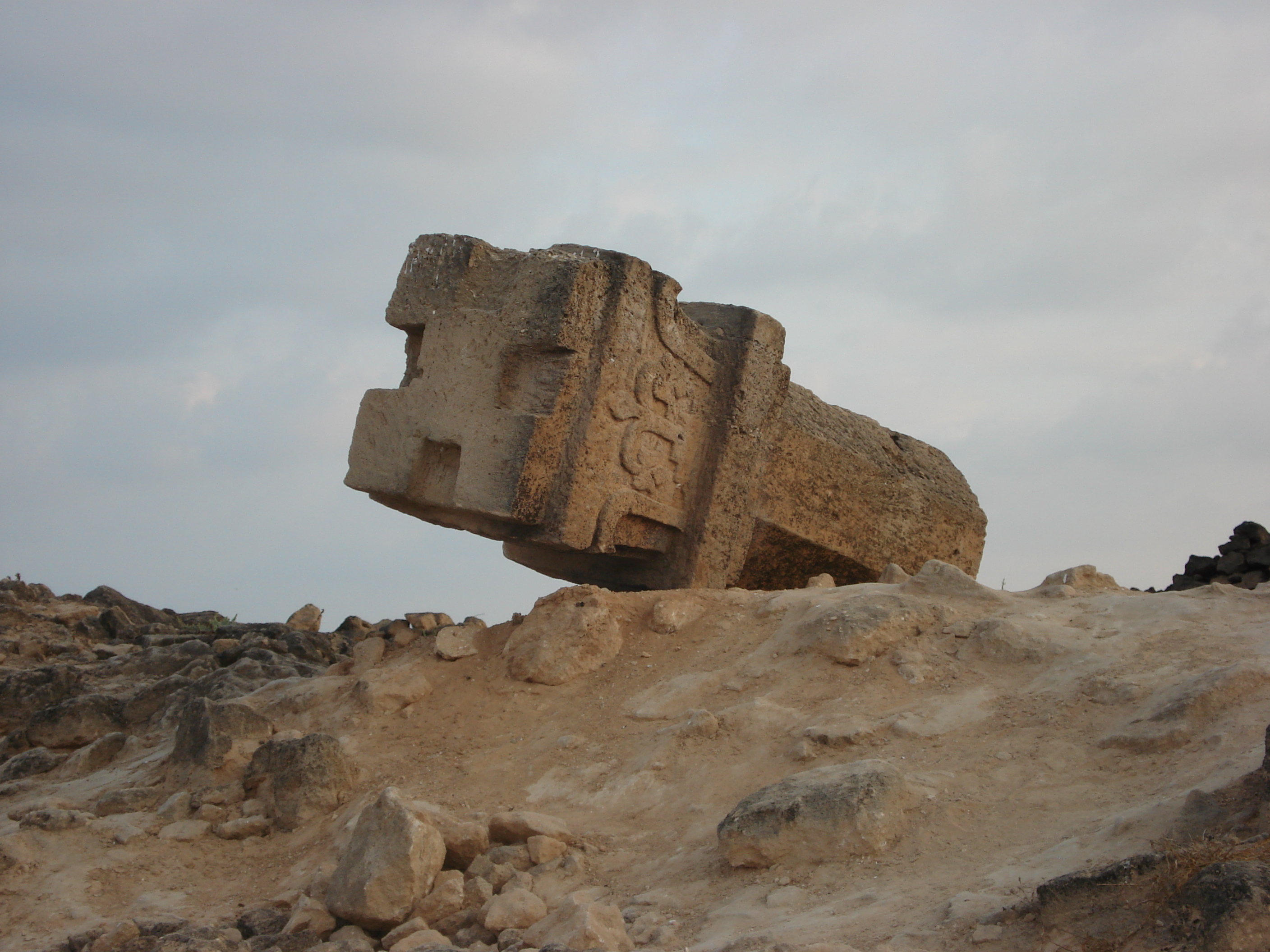
Al-Baleed Archaeológiai Park
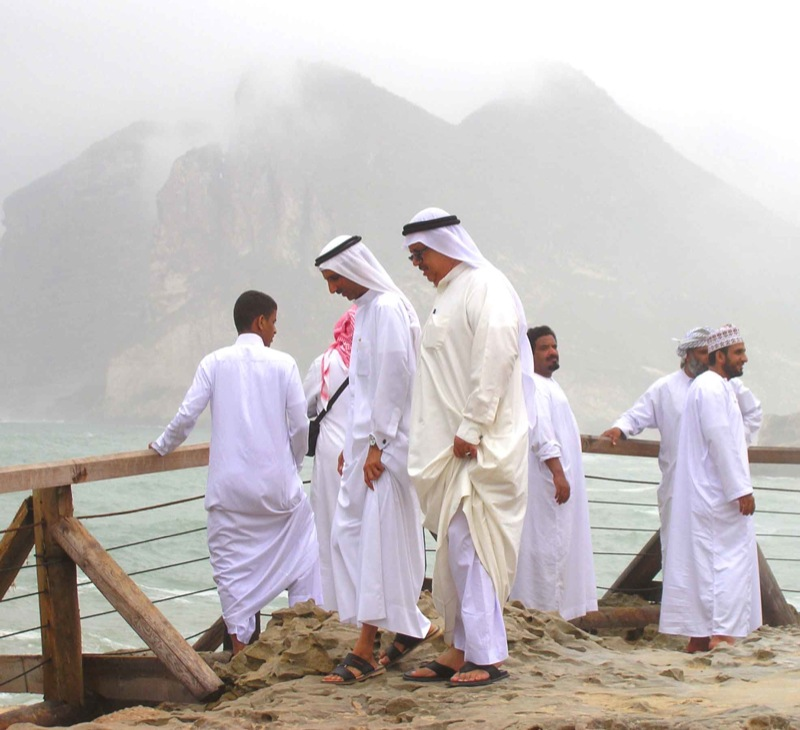
Al-Mughsayl tengerpartja omániakkal
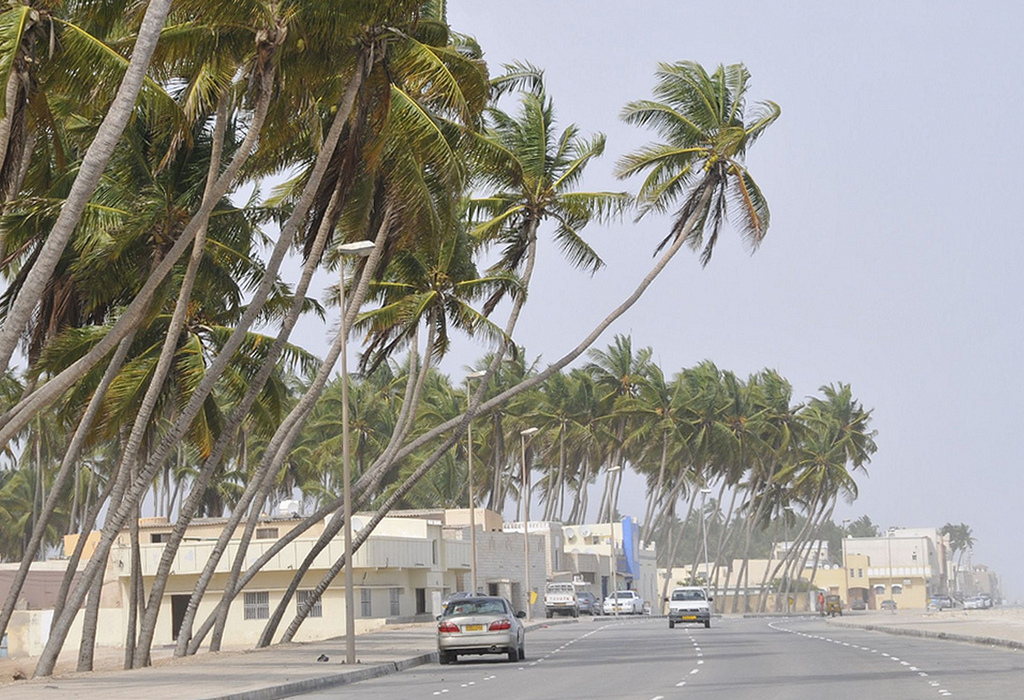
Al Hafa Corniche
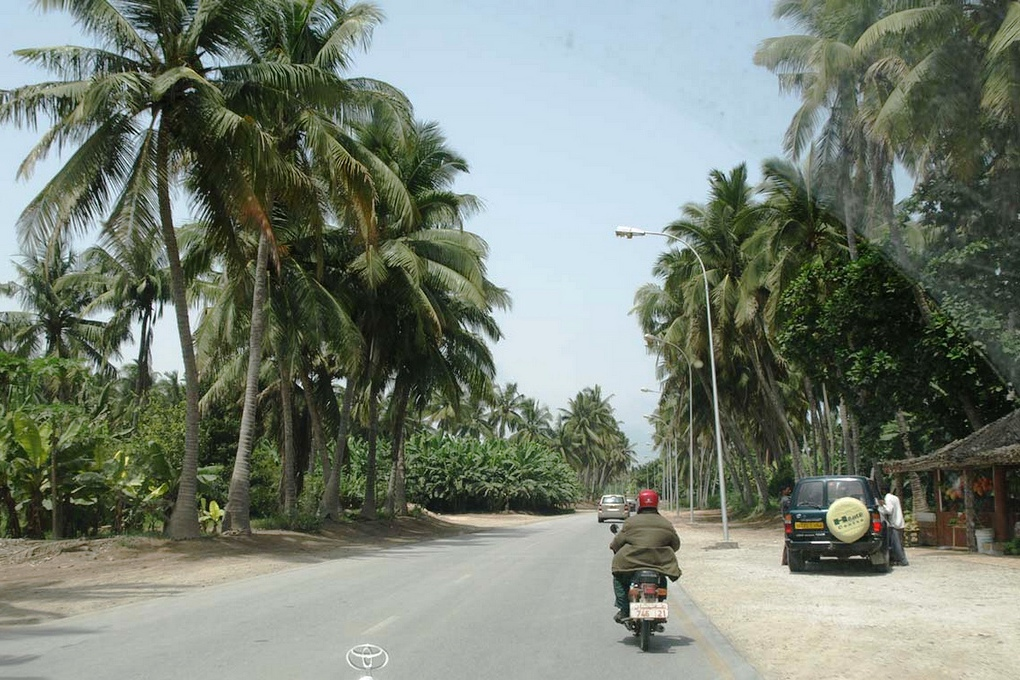
Kókuszpálmák Szalála környékén